# Чарторыйский, Михаил Ежи
Михаил Ежи Чарторыйский (пол. Michał Jerzy Czartoryski, 1621, Клевань — 13 апреля 1692, Подгорцы) — крупный польский магнат и государственный деятель Речи Посполитой, князь на Клевани и Жукове, дворянин королевский (с 1642 года), староста каменецкий (1645), каштелян волынский (1653—1655), воевода брацлавский (1658—1661), волынский (1661—1680) и сандомирский (1680—1692), староста кременецкий и виленский.

## Биография
Представитель крупного магнатского рода Чарторыйских герба «Погоня». Второй сын воеводы волынского князя Николая Ежи Чарторыйского (1585—1661) и Изабеллы Корецкой (ум. 1669). Основатель клеванской линии княжеского рода Чарторыйских.
Получил хорошее образование за границей. В 1642 году Михаил Ежи Чарторыйский стал королевским дворянином, в 1645 году получил во владение каменецкое староство. В 1653 году стал каштеляном волынским. В 1658 году Михаил Ежи Чарторыйский получил должность воеводы брацлавского, а через три года стал воеводой волынским. В 1680 году был назначен воеводой сандомирским.
В 1667 году исполнял функции комиссара по пограничным делам с Молдавским княжеством. В 1672 году стал членом Голубской конфедерации. В 1677 года возглавил польско-литовское посольство в Москве.
13 апреля 1692 года князь Михаил Ежи Чарторыйский скончался в Подгорцах.

## Семья
Был трижды женат. 16 июня 1646 года первым браком женился на Розине Маргарите фон Эскенберг (1625—1648), от брака с которой детей не имел.
2 февраля 1650 года в Варшаве вторым браком женился на Ефросинье Станиславской (1629—1668), дочери Яна Анджея Станиславского и Софии Козловской, от брака с которой также не имел потомства.
15 декабря 1668 года в Закрочиме третьим браком женился на Иоанне Веронике Олендской (ум. 1729), дочери Томаша Олендского и Анны Гржибовской. Дети:
- Казимир Чарторыйский (1674—1741), подканцлер литовский и каштелян виленский